# Еак
Еак (грч. Аиакос; лат. Aeacus), син бога Зевса и нимфе Егине. Краљ острва Егине, а после смрти један је од троје судија у Хаду.

## Митологија
Еак се родио на острву које се налази између Атике и Арголиде, а носи име његове мајке Егине. Када је одрастао, његов отац му је дао да влада острвом, и ниједан смртник му није био раван по истинољубљивости и правдољубљивости. Толико је био поштен и частан да су га чак и сами богови звали да им пресуђује у њиховим споровима.
Био је син Зевса и нимфе Егине, кћерке речног бога Асопа. када му је краљевство било у највећем процвату, Хера, Зевсова жена, која је била љубоморна на Еакову мајку Егину, окружила је острво маглом и размножила змије отровнице које су затровале све изворе и потоке тако да су помрли сви становници острва.
Еак је у очајању замолио оца Зевса за помоћ и да му насели острво са људима који би били радни и марљиви као мрави. Зевс му је послао сан у коме су мрави прекрили храст, а када је Еак затресао храст, мрави су попадали на земљу и претворили се у људе.
Када се Еак пробудио око њега су били људи, и он их је назвао Мирмодонцима..
Једном је, за време велике суше Еак замолио Зевса за помоћ, а овај му је послао кишу. Еак је у знак захвалности Зевсу саградио храм у Егини, и помогао Посејдону и Аполону да саграде тројанске зидине.
Славу и моћ Еак није изгубио ни после своје смрти - постао је, уз Зевсове синове, Миноса и Радаманта, један од судија у подземном свету Хада. Еак је судио Европљанима (Грцима), Радамант источњацима, а Минос је имао одлучујући глас..
Еаков син Теламон је постао саламински краљ и био отац Ајанта и Теукроа, а син Пелеј је постао краљ фтијски и отац највећег јунака у Тројанском рату, Ахила.